# Lingua Franca Novas grammatik
Lingua Franca Novas grammatik (Elefens grammatik) är förenklad från den vanliga grammatiken för de romanska språken katalanska, franska, italienska, portugisiska och spanska. Som sådan liknar den grammatiken hos romanska kreoler som haitisk kreol, kapverdisk kreol, papiamento och chavacano.

## Stavning och uttal

### Alfabetet
Elefen använder det mest kända alfabetet i världen: romerska eller latinska.
- gemener
  - a b c d e f g h i j l m n o p r s t u v x z
- stora bokstäver
  - A B C D E F G H I J L M N O P R S T U V X Z

K (k), Q (q), W (w) och Y (y) förekommer inte i vanliga ord. I ett hundratal internationella ord av icke-romanskt ursprung kan W skrivas för U, och Y för I, för att göra stavningen lättare att känna igen: ioga/yoga, piniin/pinyin, sueter/sweter, ueb/web. Förutom det används K, Q, W och Y endast för att bevara de ursprungliga formerna av egennamn och icke-Elefen-ord.
H är inte heller vanligt, men det finns i vissa tekniska och kulturella termer.

### Stora bokstäver
En stor bokstav används i början av det första ordet i en mening.
Stora bokstäver används också i början av egennamn. När ett egennamn består av flera ord skrivs varje ord med stor bokstav – förutom småord som la och de.
- Människor, verkliga eller inbillade, såväl som personifierade djur och saker
  - Maria, San Paulo, Barack Obama, Jan de Hartog, Seniora Braun, Oscar de la Renta, Mickey Mouse
- Organisationer (t.ex. företag, samhällen)
  - Ikea, Nasiones Unida, Organiza Mundal de Sania
- Politiska enheter (t.ex. nationer, stater, städer)
  - Frans, Atina, Site de New York, Statos Unida de America
- Geografiska platser (t.ex. floder, hav, sjöar, berg)
  - la Alpes, Rio Amazon, Mar Atlantica
- Bokstäver i alfabetet
  - E, N

Men med titlar på konstverk och litteratur är bara det första ordet i titeln versalt (tillsammans med eventuella egennamn som förekommer).
- Un sonia de un note de mediaestate – En midsommarnattsdröm
- La frates Karamazov – Bröderna Karamazov
- Tocata e fuga en D minor – Toccata och fuga i d-moll

Ibland, som i varningar, används versaler för att BETONA hela ord eller fraser.
Elefen använder små bokstäver på platser där vissa språk använder versaler.
- Dagar i veckan
  - lundi, jovedi – måndag, torsdag
- månader
  - marto, novembre – mars, november
- Semester och liknande tillfällen
  - natal, ramadan, pascua – jul, ramadan, påsk
- Århundraden
  - la sentenio dudes-un – det tjugoförsta århundradet
- Språk och folk
  - catalan, xines – katalanska, kinesiska
- Förkortningar
  - lfn, pf

### Bokstavsnamn
Följande stavelser används för att benämna bokstäver i tal, t.ex. när du stavar ett ord.
- a be ce de e ef ge hax i je ka el em en o pe qua er es te u ve wa ex ya ze

Dessa är substantiv och kan pluraliseras: as, bes, efes.
I skrift kan man helt enkelt presentera själva bokstaven med versaler, lägga till -s för plural.
- La parola "matematica" ave tre As, du Ms (uttalas emes), e un E. – Ordet "matematica" har tre As, två Ms och ett E.

## Meningar
De flesta meningar i Elefen innehåller en verbfras, som vanligtvis betecknar förekomsten av en handling. En verbfras består av ett verb plus eventuella modifierare som adverb eller prepositionsfraser.
De flesta meningar innehåller också minst en substantivfras, som vanligtvis betecknar en person eller sak. En substantivfras består av ett substantiv plus eventuella modifierare som bestämningsfaktorer, adjektiv och prepositionsfraser.

### Ämne och objekt
De två viktigaste substantivfraserna är subjektet och objektet. Deras exakta betydelse beror på valet av verb, men löst sett är subjektet den person eller sak som utför handlingen, och objektet är den person eller sak som direkt påverkas av handlingen.
I Elefen kommer subjektet alltid före verbet, och objektet följer alltid.
I vissa fall, av stil- eller tydlighetsskäl, kanske du vill placera objektet för verbet i början av meningen. I dessa fall måste objektet följas av ett kommatecken, och ett objektpronomen används efter verbet.
De flesta verb kräver ett subjekt, men många kräver inget objekt.

### Kompletterar
En annan vanlig meningskomponent är komplementet. Detta är en extra beskrivning av ämnet som kan följa efter verb som es (vara), deveni (bli), pare (synas) och resta (förbli).
Vissa språk tillåter också att föremålet har ett komplement, som i "Jag tycker att den här osten är äcklig" eller "De valde honom till president". Denna typ av komplement förekommer inte i Elefen.

### Prepositioner
En annan viktig meningskomponent är prepositionsfrasen, som lägger till detaljer till ett föregående substantiv eller verb, eller till meningen som helhet.

### Klausuler
Förutom fraser innehåller vissa meningar satser, som liknar mindre meningar kapslade i den större meningen. De kan ändra substantivfraser, verbfraser eller hela den större meningen.

## Substantiv
Ett substantiv introduceras vanligtvis av bestämningsfaktorer och kan följas av adjektiv och prepositionsfraser, vilket ger en substantivfras. Typiska substantiv betecknar fysiska objekt som människor, platser och saker, men substantiv kan också beteckna mer abstrakta begrepp som är grammatiskt lika.

### Flertal
Om du lägger till -s till ett substantiv blir det plural. Om singularsubstantivet slutar på en konsonant läggs -es till istället. Pluralisändelsen påverkar inte ordets betoning.
Adjektiv som modifierar ett substantiv ändras inte när substantivet är plural. Men när ett adjektiv används som substantiv kan det pluraliseras.
Vissa substantiv som är plural på engelska är singular i Elefen.

### Räknebara och oräkneliga substantiv
Liksom många språk skiljer Elefen räknebara och oräkneliga substantiv. Ett uppräkningsbart substantiv (eller "räknesubstantiv") kan modifieras med ett tal och kan acceptera plural -s. Typiska räknebara substantiv representerar objekt som tydligt är individuella enheter, såsom hus, katter och tankar. Till exempel.
Däremot accepterar oräkneliga substantiv (ibland kallade "masssubstantiv") normalt inte plural -s. Oräkneliga substantiv betecknar vanligtvis massor som inte har någon tydlig individualitet, såsom vätskor (vatten, juice), pulver (socker, sand), ämnen (metall, trä) eller abstrakta egenskaper (elegans, långsamhet). När de modifieras av ett tal eller annat kvantitetsord läggs ofta en måttenhet till för tydlighetens skull. Till exempel.
Men oräkneliga substantiv kan användas på ett räknebart sätt. De betecknar sedan särskilda exempel eller instanser.

### Kön
Substantiv anger normalt inte deras kön. För att särskilja könen används adjektiven mas och fema.
Men det finns några ord för familjerelationer som markerar kvinnor med -a och män med -o.
Det finns också några par som använder olika ord för de två könen.
Det sällsynta suffixet -esa bildar de kvinnliga varianterna av några historiska sociala roller.

### Substantivfraser
En substantivfras består av ett substantiv och dess modifierare: bestämningsfaktorer, som föregår substantivet, och adjektiv och prepositionsfraser, som följer efter det.
De två viktigaste substantivfraserna i en mening är subjektet och objektet. Subjektet föregår verbet, och objektet följer verbet. Andra substantivfraser introduceras normalt av prepositioner för att förtydliga deras funktion.
En substantivfras måste normalt innehålla en bestämningsfaktor – kanske bara pluralmarkören -s. Men denna regel gäller inte för egennamn, för namn på veckodagar, månader och språk, och för oräkneliga substantiv.
Regeln är också ofta lättad när substantivfrasen följer en preposition, särskilt i fasta uttryck.
Ett adjektiv eller bestämmer kan modifieras av ett föregående adverb. Eftersom adverb ser ut som adjektiv är flera adjektiv normalt åtskilda med kommatecken eller e. I tal gör intonation skillnaden tydlig.
Ibland är ett substantiv bara ett tecken för någon medlem i sin klass. I sådana fall gör det liten skillnad om la eller un används, eller om substantivet är plural eller singular.
Ett pronomen är ett specialfall av en substantivfras. Pronomen kan normalt inte ändras.

### Apposition
Två substantivfraser sägs vara i apposition när den ena följer den andra direkt och båda hänvisar till samma enhet. I de flesta fall identifierar den andra frasen enheten.
Akronymer och enstaka bokstäver kan direkt följa ett substantiv för att ändra det.
Ibland gäller två substantiv lika för ett objekt eller en person. I dessa fall förenas substantiven med ett bindestreck.
I alla fall används pluralen -s eller -es på båda substantiven.
Ett specialfall involverar verbet nomi (namn).

## Bestämningsfaktorer
En bestämningsfaktor är ett ord som modifierar ett substantiv för att uttrycka substantivets referens, inklusive dess identitet och kvantitet. Bortsett från pluralmarkören -s (som anses vara en bestämningsfaktor i Elefen), står bestämningsfaktorerna alltid före substantivet.
Det finns flera olika klasser av bestämningsfaktorer. Typiska exempel för varje klass är: tota, la, esta, cual, cada, mea, multe, otra.

### Förutbestämare
Tota betyder "alla". Det indikerar hela kvantiteten av substantivets referent. Till skillnad från cada hänvisar tota till det hela, snarare än de separata individerna som består av det.
Ambos betyder "båda". Den kan användas i stället för tota när hela kvantiteten är känd för att bara vara två. Substantivt måste vara plural.
Semantiskt skiljer sig inte tota och ambos från kvantifierare, men de behandlas som en separat klass på grund av sin syntax: de föregår alla andra bestämningsfaktorer i en substantivfras, inklusive la.
De kan också användas som pronomen.

### Artiklar
Elefen har två artiklar – den bestämda artikeln la och den obestämda artikeln un. "Definitiv" betyder här att substantivets referent är "redan definierad", i motsats till att vara något nytt.
La introducerar ett substantiv som betecknar någon eller något som lyssnaren redan är medveten om. Det används i följande typer av situationer.
- - Me ia compra un casa. La casa es peti. – Jag har köpt ett hus. Huset är litet.

- - Me ia compra un casa. La cosina es grande. – Jag har köpt ett hus. Köket är stort.

- - El ia perde la numeros de telefon de sua amis. – Hon har tappat bort sina vänners telefonnummer.

- - La musica es bela, no? – Musiken är härlig, eller hur?

- - La luna es multe distante de la tera. – Månen är långt från jorden.
  - Me no comprende la matematica. – Jag förstår inte matematik.
  - El ama la cafe. – Hon älskar kaffe.
  - La felisia es plu importante ca la ricia. – Lycka är viktigare än rikedom.

Un introducerar ett singulär substantiv som refererar till något som lyssnaren ännu inte är medveten om. Det används inte med plural eller oräkneliga substantiv. (Det fungerar också som en kvantifierare som betyder "en".)
Vissa språk har en partitiv artikel som indikerar en obestämd mängd av ett oräkneligt substantiv. Elefen använder la, eller ingen artikel alls.

### Demonstrationer
Demonstrativa pekar på substantivets referent, lokaliserar det i tid eller rum eller själva diskursen.
Esta betyder "det här". Det liknar la, men pekar på ett objekt som är nära talaren, antingen fysiskt eller metaforiskt.
Acel betyder "det". Det liknar också la, men pekar på ett objekt som är avlägset från högtalaren, eller åtminstone mer avlägset än esta.
Esta och acel kan omvandlas till pronomen.

### Förhör
De frågeställningarna är ett sätt att skapa frågor.
Cual frågar "vilket" eller "vad".
Cuanto frågar "hur många" med ett plural räknebart substantiv och "hur mycket" med ett oräkneligt substantiv.
Cual och cuanto används också som pronomen.

### Urvalsbestämmare
Urvalsbestämarna väljer ut specifika individer från hela uppsättningen.
Cada betyder "varje", med tanke på alla föremål separat som individer. Substantivt måste vara räknebart men singular.
Cualce betyder "vilken som helst", dvs det spelar ingen roll vilken. Substantivt är normalt räknat. "Alla" med ett oräkneligt substantiv är vanligtvis "alga".
Alga indikerar att identiteten för substantivets referent är ospecificerad.
När det används med ett substantiv som är oräkneligt, eller ett substantiv som är räknebart och plural, indikerar alga att inte bara referentens identitet är ospecificerad, utan dess kvantitet är det också. Kvantiteten uppfattas ofta vara ganska liten – annars skulle man säga multe – men inte lika eftertryckligt liten som med poca.
No betyder nej". Det indikerar att substantivets referent är frånvarande eller obefintlig.
Sola betyder "bara", det vill säga bara detta och inga andra.
Dessa bestämningsfaktorer, med undantag för no och sola, kan också användas som pronomen. De bildar också de speciella pronomenen cadun, cualcun, algun och nun, som syftar på människor. För att referera till saker följs bestämningsfaktorerna helt enkelt av cosa.

### Besittare
De possessiva bestämningsfaktorerna är mea, tua, nosa och vosa.
Besittning kan också indikeras med en fras som de mig.
Tredjepersons possessiv är sua, oavsett om motsvarande pronomen skulle vara el, lo, los, på eller se.
För att uttrycka "deras" (d.v.s. de los, eller de se om se råkar vara plural), kan bestämmande lor användas istället för sua. Men detta är aldrig obligatoriskt. Sua är alltid möjligt (och mer traditionellt), men i vissa meningar kan lor vara tydligare.

### Kvantifierare
Kvantifierare är bestämningsfaktorer som hjälper till att uttrycka mängden eller kvantiteten av substantivets referent.
Pluralismarkören -s är den mest grundläggande kvantifieraren. En substantivfras som innehåller ett plural substantiv kräver ingen annan bestämningsfaktor.
Förutom att vara den obestämda artikeln är un siffran "ett". Det indikerar en enda kvantitet av substantivets referent. Substantivt måste därför vara räknebart men singular.
De andra kardinaltalen – du, tre, cuatro, etc – är likaså kvantifierare.
Multe indikerar en stor mängd av substantivets referent. Det betyder "många" med ett plural räknebart substantiv och "mycket" med ett oräkneligt substantiv.
Poca är motsatsen till multe, och indikerar en liten mängd. Det betyder "få" med ett plural räknebart substantiv och "lite" med ett oräkneligt substantiv.
Plus betyder "mer". Det indikerar en större mängd av substantivets referent och kan användas med plural och oräkneliga substantiv. La plu betyder "mest" - den största kvantiteten.
Min är motsatsen till plu och betyder "mindre" eller "färre". Det indikerar en mindre kvantitet och kan användas med plural och oräkneliga substantiv. La min betyder "minst" eller "minst".
Alla kvantifierare kan konverteras till pronomen.

### Likhetsbestämmare
Fyra ytterligare bestämningsfaktorer handlar om likhet och skillnad.
La mesma betyder "detsamma". Ordet la kan normalt inte utelämnas, även om det kan ändras till esta eller acel.
Otra betyder "annan".
Tal betyder "sådan", dvs av det här eller det slaget.
- - Tal cosas es nonposible. – Sådana saker är omöjliga.

- - Me no conose un tal person. – Jag känner inte en sådan person.

- - Me prefere evita tal labora. – Jag föredrar att undvika sådant arbete.

- - Si, me ave du otra tal libros. – Ja, jag har två andra sådana böcker.

Propre betyder "egen", som i "min egen", och betonar innehavaren av substantivet. Det är särskilt användbart efter bestämmaren sua att klargöra att betydelsen är reflexiv, dvs. att substantivet tillhör meningens subjekt.

### Bestämningsordning
Bestämmelserna följer en viss ordning.
Till exempel.

## Pronomen
Ett pronomen är ett ord som ersätter en längre substantivfras.

### Personliga pronomen
Tu är singular och vos är plural i alla situationer, både formell och tillfällig.
El används för att hänvisa till människor och till djur som däggdjur och fåglar. Det kan också användas metaforiskt på andra varelser, robotar, månen, stormar, etc.
Lo används för att referera till saker, enkla varelser, idéer, koncept, etc.
Los används som plural av både el och lo.
Elefen skiljer normalt inte på "han" och "hon". Formerna elo ("han") och ela ("hon") är sällsynta, men kan användas för att undvika överdriven upprepning av personers namn när man talar om en man och en kvinna i samma sammanhang.
Ett personligt pronomen kan följas av en relativsats. Om betydelsen förblir tydlig kan pronomenet utelämnas, vilket gör att det relativa pronomenet gör dubbel plikt.
On är ett allmänt obestämt pronomen, som "on" på franska eller "man" på tyska. Det betyder "människor i allmänhet" eller "en godtycklig person" - eller, på idiomatisk engelska, "de" eller "du". Det undviker ofta behovet av ett passivt verb.
Se är det reflexiva pronomenet för tredje person, både singular och plural. Det hänvisar till ämnet för det aktuella verbet, men är aldrig själva ämnet.
De possessiva pronomenen ("min", "din", etc) är desamma som de possessiva bestämningsfaktorerna ("min", "din", etc), föregås av la.

### Bestämmande pronomen
Precis som ett adjektiv kan omvandlas till ett substantiv, så kan de flesta bestämningsfaktorer omvandlas till pronomen. Pronomenen esta, acel och otra lägger alltid till -s i plural. Några andra pronomen kan också ta -s om detta gör saken tydligare.
Exempel.
Kardinaltalen kan användas som pronomen som betecknar grupper av en viss storlek. Dessa pronomen tar normalt inte plural -s och kräver inte bestämningsfaktorer.
- - Cuatro! – Fyra!

För att indikera obestämda multiplar av tal som sento, mil eller milion, läggs pluralis till -s.
La kan inte omvandlas till ett pronomen. El, lo och los används istället.
No kan inte användas som pronomen, men det bildar nun och no cosa. Siffran zero kan också användas som pronomen.
Det idiomatiska uttrycket la un la otra (eller lunlotra) betyder "varann" eller "varandra". Den har varianter som la un o la otra (den ena eller den andra), la un pos la otra (eller pos lunlotra, en efter en), och la un sur la otra (eller sur lunlotra, den ena ovanpå den andra) .
I vissa meningar följs ett pronomen omedelbart av ett verb och riskerar att missförstås som en bestämningsfaktor följt av ett a verb som återanvänds som substantiv. Till exempel, ur sitt sammanhang, kan man inte vara säker på om acel veni de Italia betyder "den där handlingen att komma från Italien" eller "som kommer från Italien". I de flesta fall gör sammanhanget innebörden helt uppenbar. Men nybörjare i Elefen, och de som vill undvika all risk för tvetydighet, kan lägga till ett enkelt substantiv – som person eller cosa – efter bestämningsfaktorn istället för att konvertera det till ett pronomen.
I vissa fall vill man klargöra att det verbala substantivet inte är ett verb. Med ord som alga, multe och poca kan man lägga till de mellan bestämmaren och substantivet

### Interrogativa pronomen
Elefen har två pronomen som används för att skapa direkta frågor.
Ci används bara som ett pronomen och ska inte användas som en bestämningsfaktor.
Cual är i första hand en bestämningsfaktor, men det används ofta också som ett pronomen, och accepterar den lilla risken för att uttryck som cual veni de Italia missförstås.
Exempel.
Ci och cual används också i rapporterade frågor.

### Relativa pronomen
Cual och ci fungerar också som relativa pronomen, och introducerar relativa klausuler.
Det relativa pronomenet för en person eller ett djur är ci. Det relativa pronomenet för andra saker är cual.
Med några relativa satser utelämnar huvudsatsen substantivet som satsen avser. Själva det relativa pronomenet förekommer i stället för det substantivet. I sådana fall, för att undvika förvirring, kan cual utökas till lo cual och ci till el ci.

### Andra pronomen
Det finns fyra speciella pronomen som refererar till människor. De används bara i singular.
Exempel.
Motsvarigheterna till algun, cualcun, cadun och nun för saker är alga cosa (något), cualce cosa (vad som helst), cada cosa (allt) och no cosa (ingenting).

### Pronomen fraser
Pronomen modifieras normalt inte av bestämningsfaktorer eller adjektiv, men de kan modifieras med prepositionsfraser.

## Adjektiv
Ett adjektiv är ett ord som ändrar betydelsen av ett substantiv. Typiska adjektiv betecknar egenskaperna, egenskaperna eller attributen hos referenterna till deras substantiv.
I Elefen ändras inte adjektiv för att ange antal eller kön.

### Placera
De flesta adjektiv följer substantivet som de ändrar. Men bon ("bra") och mal ("dålig") föregår normalt substantivet, såvida de inte själva modifieras.
I de flesta fall är det möjligt att lägga till mer än ett adjektiv efter substantivet utan att orsaka förvirring. Men i vissa fall kan ett av adjektiven också förstås som ett adverb som ändrar innebörden av följande adjektiv. E kan placeras mellan adjektiv för att undvika förvirring.
I vissa fall placeras ett adjektiv före substantivet: för stil i poesi eller berättelser, eller när två adjektiv med liknande vikt är inblandade.
De lämpligaste adjektiven för användning före substantivet är de enklaste och kortaste, såsom bela, fea, nova, vea, grande och peti.

### Jämförelse
Jämförande adjektiv bildas genom att lägga till adverben plu (”mer”) och min (”mindre”). "Än" är ca.
Superlativ adjektiv bildas genom att lägga till adverben la plu ("mest") och la min ("minst").
Ordningstal kan kombineras med superlativkonstruktionen.
Jämställdhetsjämförelser använder kombinationen tan... como... ("så... som...").

### Adjektiv som substantiv
Vilket adjektiv som helst kan återanvändas oförändrat som ett substantiv, vars betydelse är en person eller en sak som har det adjektivets kvalitet. Det resulterande substantivet följer de normala reglerna för substantiv – det tar -s när plural, kräver en bestämningsfaktor och kan modifieras av sina egna adjektiv.

## Adverb
Precis som adjektiv är ord som modifierar substantiv, så är adverb ord som modifierar nästan allt annat, såsom verb, adjektiv, andra adverb, bestämningsfaktorer, prepositioner, substantivfraser och till och med hela meningar. Vanligtvis ger adverb information om plats, tid, omständighet, orsak, sätt eller grad.

### Placera
I Elefen har adverb och adjektiv samma form. Skillnaden görs tydlig genom positionering: adjektiv följer substantiv
Ett adverb (eller adverbial fras) som modifierar ett verb (eller hela meningen) kan också placeras i början av meningen. Och om det inte orsakar förvirring kan ett adverb också placeras efter verbets objekt, eller i slutet av meningen.
I vissa fall kan ett adverb som föregår ett adjektiv förenas med det med ett bindestreck för att förtydliga innebörden.
Ett annat sätt att göra en adverbial betydelse tydlig är att säga en modo eller a grado.

### Jämförelse
Jämförelse av adverb är precis som jämförelse av adjektiv.

### Primära adverb
Förutom det enorma antalet adverb som härrör från adjektiv, har Elefen några ord som bara är adverb.
Tan används i utrop.

### Kvantifierande adverb
Vissa kvantifierare kan omvandlas till adverb, vilket anger i vilken utsträckning eller grad något är fallet.
No som adverb betyder "inte", "i ingen utsträckning". Den förnekar vad den modifierar. Som ett specialfall, när det modifierar ett verb, föregår det verbet.
Alga som adverb betyder "något", "ganska", "i viss mån".
Multe som adverb betyder "mycket", "i stor utsträckning".
Poca som adverb betyder "lite", "inte mycket", "i endast en liten utsträckning".
Plus och min som adverb betyder "mer" och "mindre", "i större utsträckning" och "i mindre utsträckning".
La plu och la min som adverb betyder "mest" och "minst", "i maximal utsträckning" och "i minsta möjliga utsträckning".

### Interrogativa och relativa adverb
Följande adverb kan användas på flera sätt.
De skapar direkta och indirekta frågor, och de introducerar relativa klausuler. Som en förlängning av deras relativa användning beter de sig också som konjunktioner som introducerar adverbialsatser – cuando, till exempel, är då en förkortning för a la tempo cuando. De kan också introduceras med prepositioner.
Cuando betyder "när" (ett cual tempo, en cual tempo).
Do betyder "var" (en cual loca, en cual loca). När det används med ett rörelseverb betyder gör ofta "vart".
Como betyder "hur" (en cual modo). Det fungerar också som en preposition som betyder "gilla", "som".
Cuanto betyder "hur mycket" eller "hur många" (en cual cuantia). Det fungerar också som en kvantifierare med samma betydelse.
Cuanto la orolojo custa? – Hur mycket kostar klockan?
Cuanto tu ia compra? – Hur många/mycket köpte du?
Cuanto tu desira esta torta? – Hur mycket vill du ha den här kakan?
Me va demanda cuanto ia ariva. – Jag kommer att fråga hur många som har kommit.
Nos va aida cuanto nos pote. – Vi kommer att hjälpa till så mycket vi kan.
Tu sabe cuanto me ama tu? – Vet du hur mycket jag älskar dig?
Perce betyder "varför" (i olika betydelser: par cual causa, per cual razona, con cual intende). Motsvarande konjunktioner är car ("för att", "av anledningen att") och afin ("så att", "med avsikten att"). Det speciella ordet perce används alltid, inte per cual.

## Verb
Ett typiskt verb betecknar förekomsten eller övergivandet av en handling (springa, stoppa), en relation (ha, förlora) eller ett tillstånd (stå, smälta). I Elefen ändras inte verb för att indikera sådant som spänd eller humör. Istället används adverb – särskilt de tre preverben ia, va och ta. Vilket verb som helst kan återanvändas utan förändring som substantiv.

### Spänd
Futurum markeras med va (ett ord med franskt ursprung). Dåtid, inklusive perfekt och pluperfekt, är markerade med ia (av Chavacano-ursprung). Det är speciella adverb som föregår verbet. Nutid är omärkt.
Berättelser beskriver ofta händelser som äger rum i det förflutna (eller ett föreställt förflutet), eller vars plats i tiden inte är av intresse för läsaren. I sådana fall kan ia utelämnas.
Elefen särskiljer inte perfekta och ofullkomliga aspekter av verbet (t.ex. "Jag åt", "Jag brukade äta", "Jag har ätit", "Jag hade ätit"). Men man kan enkelt klargöra den tidsmässiga sekvensen av två handlingar genom att markera den tidigare med ja ("redan").
Det finns andra sätt att förtydliga den tidsmässiga sekvensen.
Elefen har en valfri "irrealis"-partikel ta (av haitiskt ursprung) som kan användas för att indikera att något är overkligt, eller i tvivel, eller bara möjligt eller önskat. En mening med ta tar upp en alternativ verklighet. I meningar som använder si ("om") läggs ta till i huvudsatsen, men det är vanligtvis utelämnat i "om"-satsen – även om det inte är förbjudet att inkludera det där. Det kan antyda en framtid som är mindre sannolik än en som använder va. Ta kan också framföra en artig förfrågan. Det kan användas i olika situationer där många språk skulle använda konjunktiva eller villkorade stämningar, och det motsvarar ofta det engelska ordet "skulle".
Normalt kan endast en av va, ia och ta användas med varje verb. Ett undantag är ia ta, som har samma innebörd som det förflutna villkorligt i de romanska språken och "skulle ha" på engelska. Ett exempel är en underhållande kommentar av Richard Nixon.
Till skillnad från på engelska, behåller det rapporterade talet i Elefen samma tid som det ursprungliga yttrandet.

### Nödvändigt
Verbets imperativ, eller kommandoform, är omarkerad. Det skiljer sig från nutid genom att ämnet utelämnas. Ämnet skulle normalt vara tu eller vos, det vill säga den tilltalade. Ta eller ta ce kan användas om ett ämne måste inkluderas.

### Negation
Verb förnekas med adverbet no, som föregår både verbet och va, ia eller ta.

### Particip
Ett particip är ett verb som används som adjektiv eller adverb. Verb bildar aktiva particip i -nte, och passiva particip i -da. Dessa är adjektiv motsvarande de i "-ing" och "-ed" (eller "-en") på engelska, och kan användas lika bra som adverb och substantiv. Den aktiva participen innebär normalt också en pågående handling, medan den passiva participen antyder att handlingen inträffade i det förflutna.
Den aktiva delen kan ha ett objekt. Dessutom kan det användas som ett komplement till verben es för att förmedla en progressiv betydelse.
Men en deltagande konstruktion är ofta onödig, eftersom det finns andra sätt att uttrycka denna betydelse.
Det passiva participet kan användas som ett komplement till verben es eller deveni, vilket ger en passiv betydelse. Par ("av") introducerar agenten för en passiv handling.
En aktiv mening med on eller algun som ämne är ofta ett elegant alternativ till en passiv mening.
Den aktiva delen av es är esente.

### Transitivitet
Ett transitivt verb är ett som direkt kan följas av en substantivfras (ett objekt), utan mellanliggande preposition. Ett intransitivt verb har inget objekt. Till exempel.
Transitivitet är flexibel i Elefen. Till exempel, om du lägger till ett objekt efter ett intransitivt verb, blir verbet transitivt. Objektet motsvarar semantiskt det intransitiva subjektet, och verbet betyder nu "orsakar (objektet) att ...".
Objektet för ett transitivt verb kan utelämnas om det är uppenbart från situationen eller sammanhanget.
När ett verbs objekt och subjekt är samma sak kan du använda ett reflexivt pronomen som objekt.
Och för att göra det tydligt att ett verb används transitivt kan du använda uttryck med fa eller causa.
I vissa språk kan objektet för ett transitivt verb ha ett komplement. Elefen använder andra konstruktioner istället.
Det enda undantaget involverar verbet nomi och betraktas som ett exempel på apposition.

### Verb med dummyämnen
Varje finita verb i Elefen måste ha ett subjekt, även om det bara är en platshållare.
På vissa språk är det möjligt att utelämna ämnena för verb som refererar till vädret eller den allmänna miljön. I Elefen används lo ("det").
Ett annat exempel är när ämnet faktiskt är en efterföljande substantivsats. Eftersom det kommer efter verbet används lo som ett dummyämne.
På samma sätt, med verbet es, om subjektet är ett pronomen (typiskt el, lo eller los) följt av en relativ sats, kan man flytta det verkliga subjektet till slutet av meningen och ersätta lo som ett dummysubjekt.
On ave indikerar närvaron eller existensen av något.

### Verb som substantiv
Elefen har två sätt att använda verb som substantiv: infinitiv och verbala substantiv. Båda använder verbet oförändrat.
Infinitiv introducerar en speciell sorts substantivsats, som kallas en "infinitivsats", vars betydelse är som en sats som introduceras av ce. Infinitiv är fortfarande i själva verket ett verb, som kan följas av adverb och ett objekt, och förnekas av ordet no placerat framför det. Viktigt är att det inte accepterar ett ämne eller en indikator på spänd eller humör. Dessa förmedlas av sammanhanget.
Den vanligaste användningen av en infinitivsats är som föremål för ett annat verb. Subjekten för båda verben är vanligtvis desamma, men de kan vara olika om betydelsen antyder detta, som i exemplet med proibi come nedan.
Infinitiv finns också ofta efter prepositioner, där de fortfarande kan acceptera no före dem, och adverb och ett objekt efter dem.
Däremot är det verbala substantivet bara ett substantiv och föregås normalt av la eller en annan bestämningsfaktor. Substantivt betecknar antingen en förekomst av verbets handling eller dess omedelbara resultat. Det kan acceptera adjektiv, men en preposition (oftast de) måste användas om ett objekt behöver inkluderas.
Med ett verb som ajunta är det liten skillnad mellan un ajunta och un ajuntada. Men la traduida är den ursprungliga texten från vilken la tradui produceras, och un crea är en handling att skapa un creada. Detta följer av betydelsen av själva verbens objekt: -da syftar alltid på objektet. Med crea är föremålet också resultatet av handlingen
En infinitivsats kan användas som ämne för en mening.
Men i skrift, om en infinitivsats är lång, kan läsaren riskera att missta infinitivverbet för ett kommando, åtminstone tills de kommer till meningens huvudverb. Man kan undvika detta genom att ändra infinitiv till ett verbalt substantiv genom att lägga till la eller en annan bestämningsfaktor före det, eller genom att använda plural.

## Prepositioner
En preposition är ett speciellt ord som introducerar en substantivfras, som bildar en prepositionsfras. En prepositionsfras modifierar vanligtvis ett föregående substantiv, pronomen, adjektiv eller adverb – eller så kan den modifiera en hel mening. Prepositionen anger hur substantivfrasen förhåller sig till den innehållande strukturen, vilket visar vilken roll den spelar i modifieringen.
LFN har 22 prepositioner.

### a
A betyder "vid". Den presenterar en plats eller en tid som en enkel punkt, eller som ett allmänt rum eller period, och ignorerar dess interna struktur.
Genom metaforisk förlängning introducerar a referenspunkten i ett förhållande.
Dessutom kan en uttrycka rörelse mot en punkt. Detta inkluderar metaforiska rörelser som överföringar till mottagare och förändringar till nya tillstånd.
Faktum är att vilken preposition som helst som anger en plats kan också indikera rörelse mot den platsen. Till exempel, i me pone mea libros en mea saco ("Jag lägger mina böcker i min väska"), en antyder uppenbarligen rörelse "in i". När extra tydlighet behövs kan a placeras före prepositionen för att förtydliga känslan av rörelse mot.
En speciell användning av a är före en annan preposition, för att skapa ett adverb. Om prepositionen anger en plats, föreslår kombinationen rörelse i den angivna riktningen. En ante och en pos används också för att beteckna tidigare eller senare tider.
En annan speciell användning av a är att lägga till ett komplement till objektet i en mening. (I vissa fall kan andra prepositioner också användas för detta ändamål.)
Komplementet kan vara en infinitiv. Per kan användas istället för a, men då är meningen att huvudverbets subjekt avser att utföra infinitivverbets handling. A anger att objektet avser att objektet ska göra det.

### ante
Ante betyder "före" eller "framför". Dess motsats är pos.
I rymden indikerar ante en plats på den viktigare sidan av ett specificerat objekt. Vilken sida som är viktigast beror på objektet och dess sammanhang. Många saker har en självklar framsida som de möter världen med
I tiden indikerar ante en punkt som föregår en angiven tid.
Ante kan också indikera rörelse till en punkt framför något (= en ante).
Ante cuando, eller ante ce, betyder "före" som en konjunktion ("före tiden då").

### asta
Asta betyder "upp till" eller "så långt som" ett specifikt objekt eller plats.
Detta leder till den tidsmässiga känslan av asta, som är "tills".

### ca
Ca betyder "än". Det indikerar referenspunkten för en ojämlikhetsjämförelse.

### como
Como betyder "som" eller "gilla". Den anger referenspunkten för en jämställdhetsjämförelse.

### con
Con betyder "med". Dess motsats är sin.
Den introducerar en medföljande person, sak eller tillstånd.
Con kan också betyda "med hjälp av", att presentera något som används som ett verktyg.
När en handling sker med hjälp av något mer abstrakt eller mindre verktygsliknande är par att föredra.
En con betyder "trots".

### contra
Contra betyder "mot". Det introducerar något som vänder sig mot eller rör sig i motsatt riktning, antingen på riktigt eller metaforiskt.

### de
De betyder "från". Den presenterar något som ett ursprung.
I förlängningen introducerar de den person eller sak som något tillhör.
Mer abstrakt indikerar de ofta ett allmänt förhållande mellan två saker, eller mellan en egenskap eller handling och en sak.
Vad som skulle vara ett sammansatt substantiv på vissa språk uttrycks vanligtvis som två substantiv förenade med de i LFN.
De förekommer som det andra elementet i ett antal fasta uttryck som fungerar som komplexa prepositioner.
De kan placeras före en annan preposition för att indikera rörelse bort från.
Liksom a kan de konvertera en preposition till ett adverb. Adverbet betyder "från den plats som föreslagits av sammanhanget".
De cuando, eller de ce, betyder "sedan" som en konjunktion ("från tiden då").

### en
En betyder "in". Dess motsats är estra.
Det indikerar en plats i rum eller tid som helt eller delvis ingår i något annat.
Metaforiskt kan platsen vara ett tillstånd, en aktivitet eller ett sätt.
En kan också betyda "in i" (= a en).
En cuando, eller en ce, betyder "medan", "vid en tidpunkt när".

### entre
Entre betyder "mellan". Det indikerar att en plats eller tid är omgiven av två eller flera andra.

### estra
Estra betyder "utanför". Dess motsats är en.
Det indikerar en plats som inte ingår i något annat.
Estra kan också indikera rörelse mot en sådan plats (= en estra).
Metaforiskt kan estra betyda "förutom".

### longo
Longo betyder "med". Det indikerar rutten som något följer när det rör sig.
I förlängningen kan det också betyda "enligt" vad någon har sagt eller skrivit.

### par
Par betyder "av". Det indikerar agenten för ett passivt verb, eller författaren till en skapelse.
I förlängningen indikerar det också en åtgärd eller metod genom vilken något görs.
När ett transitivt verb omvandlas till ett substantiv, och verbets subjekt och objekt är av liknande karaktär (t.ex. de är båda personer), används par för att indikera subjektet och de eller a för att indikera objektet.

### per
Per betyder "för". Den introducerar ett avsett mål eller mottagare.
I förlängningen indikerar det också en vara som bytts mot en annan.
Det kan indikera en avsedd tidsperiod.
Som ett specialfall introducerar per något som gynnas eller representeras.

### pos
Pos betyder "efter" eller "bakom". Dess motsats är ante.
I rymden indikerar det en plats på den mindre viktiga sidan av ett specificerat objekt.
I tiden indikerar pos en punkt som följer efter en angiven tid.
Pos kan också indikera rörelse till en punkt bakom något (= en pos).
Pos cuando, eller pos ce, betyder "efter" som en konjunktion ("efter tiden då").

### sin
Sin betyder "utan". Det indikerar något som saknas.

### sirca
Sirca betyder "runt". Det indikerar en position som omger eller omsluter något annat.
Det kan också indikera rörelse längs en omgivande bana.
Med uttryck för tid och kvantitet indikerar sirca att värdet är ungefärligt – det faktiska värdet är någonstans i det omgivande området.

### su
Su betyder "under". Det indikerar en plats som är lägre än en annan, antingen fysiskt eller metaforiskt.
I förlängningen kan su också indikera vilken plats som helst som fysiskt täcks av något, oavsett om den faktiskt är lägre eller inte.
Su kan också indikera rörelse till en plats under något (= a su).

### supra
Supra betyder "ovanför". Det indikerar en plats som är högre än en annan, antingen fysiskt eller metaforiskt.
Supra innebär ett gap mellan de två objekten. Om det inte finns något mellanrum används sur istället.
I förlängningen kan supra också indikera allt som fysiskt täcker något annat, oavsett om det faktiskt är högre eller inte.
Supra kan också indikera rörelse till en plats ovanför (= en supra).

### sur
Sur betyder "på". Det indikerar en plats på ytan av något, antingen hållen ovanpå den av gravitationen eller fixerad till den på något annat sätt.
Sur kan också betyda "på" (= a sur).
Metaforiskt betyder sur "angående" eller "om ämnet".

### tra
Tra betyder "genom". Det indikerar en plats inom vilken rörelse sker, som passerar från ena änden till den andra.
Tra cuando, eller tra ce, betyder "så länge, så länge, medan, under hela tiden när".

### ultra
Ultra betyder "bortom". Det indikerar en plats på andra sidan av något.
Det kan också indikera rörelse mot en sådan plats (= a ultra).

## Konjunktioner
En konjunktion är ett ord som förenar två saker. Det finns två typer: koordinerande och underordnade.

### Koordinerande konjunktioner
En koordinerande konjunktion förenar två komponenter av samma typ, vilket ger en större komponent av den typen. Till exempel bildar två substantivfraser förenade med e en större substantivfras.
Det finns fyra koordinerande konjunktioner.
Exempel.
Med listor med fler än två objekt ersätts konjunktionen normalt av ett kommatecken förutom mellan det sista paret. Ett kommatecken ingår ofta före konjunktionen också, i en sådan lista.
För betoning kan e, o och no dubblas upp, med den extra instansen placerad före den första komponenten. Ett dubbelt o utesluter möjligheten att båda komponenterna är giltiga.
Exempel.
E, o och ma kan också förena två satser eller meningar.
Adverbet donce används också på detta sätt, som en förkortning för e donce.

### Underordnade konjunktioner
En underordnad konjunktion förenar en sats till den innehållande meningen, vilket anger dess roll i den meningen.
Det finns tre typer: pronomen underordnare, adverb underordnare och speciella underordnare.

### Pronomen underordnade
De frågepronomen cual och ci kan också fungera som underordnade konjunktioner (relativa pronomen) för att introducera relativa satser.
De relaterar normalt till ett föregående substantiv. Ibland utelämnas det substantivet. I sådana fall kan ett pronomen läggas till för att förtydliga betydelsen.
Användningen av cual och ci en rapporterade frågor är mycket likartad.

### Adverb underordnare
De frågeformiga adverben – do, cuando, cuanto, como och perce – kan fungera som konjunktioner som introducerar adverbialsatser.
De kan också användas efter ett substantiv, som konjunktioner som introducerar relativa satser.
Och de används också i rapporterade frågor (en typ av substantivsats).

### Särskilda underordnade
De speciella underordnade konjunktionerna ce och esce introducerar substantivsatser. Ce introducerar ett rapporterat uttalande och esce introducerar en rapporterad fråga om sanningen i ett uttalande.
De kan användas efter vissa substantiv, adjektiv och prepositioner för att komplettera betydelsen.
Ce kan också användas för att införa en klausul som uttrycker ett resultat.
De speciella underordnarna afin, car, si och ca introducerar adverbialsatser.

## Frågor
Det finns tre typer av frågor: de som kan besvaras med ett enkelt "ja" eller "nej", de som erbjuder en rad alternativ att välja mellan och de som frågar efter en viss information.
Dessutom kan frågor vara direkta ("Vart ska vi?") eller indirekta ("Jag frågade dig vart vi ska", "Jag vet inte vem jag är"). Direkta frågor slutar med ett frågetecken (?).

### Ja/Nej frågor
En mening kan förvandlas till en ja/nej-fråga genom att lägga till esce ("är det så att...") i början.
Det finns två andra sätt. I tal, i frågor som ger en möjlighet och bara ber om bekräftelse, si? eller nej? kan läggas till i slutet av meningen. Och i mycket enkla frågor kan en talare helt enkelt höja sin röst i slutet.
Svaret på en ja/nej-fråga är si (”ja”) eller nej (”nej”). Si konstaterar att möjligheten som uttrycks i frågan är sann
Om frågan var negativt formulerad förmedlar si och nej samma betydelser som de skulle göra om frågan inte hade varit negativ. Men detta kan vara förvirrande, så det kan vara tydligare att svara med en hel mening.
- - Si. – Ja. (Jag vill ha öl)
  - No. – Nej. (Jag vill inte ha öl)
  - Si, me desira bir. – Ja, jag vill ha öl.
  - No, me no desira bir. – Nej, jag vill inte ha öl.

### Alternativa frågor
En alternativ fråga ber lyssnaren helt enkelt att välja ett av ett antal alternativ, vanligtvis uttryckt som en lista sammanfogad med konjunktionen o.
- - Cafe, per favore. - Kaffe tack.

- - Par auto, probable. – Med bil, förmodligen.

### Andra frågor
Andra frågor använder interrogativa bestämningsfaktorer, pronomen eller adverb som cual, ci, cuando, cuanto, como, do och perce. Frågeordet flyttas vanligtvis till början av meningen, men det kan också förekomma på den plats där svaret skulle passa.

### Rapporterade frågor
Rapporterade frågor (även kända som "indirekta frågor") uttrycks som substantivsatser, som normalt innehåller samma serie av ord som en direkt fråga skulle ha, inklusive samma verbala tid. I en rapporterad fråga placeras frågeordet alltid i början av bisatsen.
- Du kommer att fråga: "Vem såg du?" → Du kommer att fråga vem jag såg.
- Jag kommer inte ihåg: "Vem talade jag till?" → Jag kommer inte ihåg vem jag pratade med.
- De vet inte: "Vad ska vi göra?" → De vet inte vad de ska göra.
- Jag ser: "Var ska jag sitta?" → Jag ser var jag ska sitta.
- Jag visste inte: "När ska vi åka?" → Jag visste inte när vi skulle åka.

Ja/nej frågor, när de rapporteras, använd alltid esce.
- El no sabe: “Esce los ia parti?”  →  El no sabe esce los ia parti.
  - Han vet inte: "Gick de bort?" → Han vet inte om de har rest.
- El ia demanda: “Esce tu pote aida?”  →  El ia demanda esce me pote aida.
  - Han frågade: "Kan du hjälpa?" → Han frågade om jag kunde hjälpa till.

I vissa fall är skillnaden mellan en rapporterad fråga och en relativ klausul mycket subtil.
I exempel (a) upptäckte jag identiteten på saken i lådan, även om jag inte såg eller rörde den direkt. I exempel (b) upptäckte jag det, själva den fysiska saken.

## Klausuler
Liksom en mening innehåller en sats ett subjekt och ett verb, men den utgör en del av en större mening.
Varje mening innehåller en huvudsats. Detta kan modifieras på en mängd olika sätt med en eller flera underordnade satser. Om en underordnad sats modifierar en substantivfras, kallas det en relativsats. Om det modifierar ett verb eller hela huvudsatsen kallas det en adverbialsats. Och om det spelar rollen som ett substantiv kallas det en substantivsats.
Dessutom kan en mening innehålla mer än en huvudsats.

### Relativsatser
En relativsats är en sats som modifierar ett substantiv. Relativa satser följer substantiven de ändrar, och de börjar vanligtvis med ett av de relativa pronomenen ci och cual.
För tydlighetens skull kan en relativ sats separeras från resten av meningen med kommatecken, särskilt om den är lång eller komplicerad.
Vissa relativsatser är inte väsentliga för meningen med meningen, utan lägger bara till en kommentar i förbigående. Sådana klausuler sätts alltid av med kommatecken.
Ci och cual kan bete sig antingen som subjekt eller objekt för den relativa satsen. Objekt följer normalt verbet, men när ett av dessa är objektet föregår det både subjektet och verbet.
När det relativa pronomenet är föremål för en preposition, kommer prepositionen först.
När de ci eller de cual introducerar ett besatt substantiv inom den relativa klausulen, introduceras det substantivet vanligtvis av sua för tydlighetens skull.
På vissa språk kan en relativ sats modifiera hela föregående sats. I Elefen, om det skulle vara tvetydigt, kan ett uttryck som lo cual, e lo, e esta eller e acel användas istället.
Ett annat sätt att starta en relativsats är med ett relativt adverb.
Sådana relativsatser liknar ofta adverbialsatser.

### Adverbiala klausuler
En adverbial sats modifierar antingen verbet i huvudsatsen eller själva huvudsatsen. En adverbialsats introduceras av en av adverbens underordnande (como, cuando, cuanto, do) eller en av de speciella underordnarna si, car, afin och ca.
En adverbialsats som introduceras av en adverbsunderordnare (como, cuando, cuanto, do) kan ses som en förkortad relativsats. Till exempel kan de tre sista exemplen ovan också uttryckas på följande sätt.

### Substantivsatser
En substantivsats fungerar som ett substantiv: det kan vara subjekt eller föremål för ett verb eller preposition. Substantivsatser införs av de speciella underordnandena ce eller esce, av någon av pronomenunderordnarna ci och cual, eller av någon av adverbens underordnande.
För att se om en sats verkligen är en substantivsats, byt ut klausulen med "han", "hon", "det" eller "de". Om det ger en bra mening är klausulen en substantivsats. Substantivsatser är vanligtvis föremål för verb för tänkande, avkänning eller känslor.
Många substantivsatser introduceras av de speciella underordnarna ce ("det") eller esce ("huruvida").
Substantivsatser rapporterar ofta vad någon har sagt, tänkt eller frågat. I alla fall förblir verbets tid i substantivsatsen densamma som i det ursprungliga talet, tanken eller frågan.
- - Jag sa: "Jag kommer från London." → Jag sa att jag kom från London.

- - Hon tänker: "Tåget var sent." → Hon tycker att tåget var försenat.

- - Han frågade: "När ska vi åka?" → Han frågade när vi skulle åka.

- - Jag vill veta: "Var är festen?" → Jag vill veta var festen är.

Relativa och adverbialsatser kan ibland förväxlas med substantivsatser. För att förtydliga att en relativ eller adverbial klausul avses, lägg till ett substantiv eller pronomen före cual eller ci.
Ett infinitivverb kan också ses som att introducera en typ av substantivsats.

### Samordnade klausuler
Två huvudsatser kan kopplas samman till en enda mening med hjälp av koordinerande konjunktioner. Ett kommatecken ingår ofta före konjunktionen.
Sådana satser kan stå som oberoende meningar, med eller utan konjunktioner.

## Tal

### Grundtal
De grundläggande kardinaltalen är.
Siffror upp till 999 skrivs som enstaka ord som innehåller upp till tre komponenter, avstavade tillsammans. Varje komponent representerar en siffra och består av ett kardinaltal mellan un och nove, med des eller sento tillagd om siffran representerar en multipel av tio eller hundra. Enstaka multiplar av tio och hundra uttrycks som bara des och sento, utan att nämna un. Komponenterna för nollmultiplar (som "0" i "209") utelämnas helt.
Mil och milion skrivs alltid som fristående ord, som separerar varje grupp med tre siffror.
När du skriver siffror använder Elefen ett mellanslag mellan varje grupp med tre siffror, som visas ovan. Decimaltecknet skrivs som antingen en punkt (en punkt) eller ett kommatecken, enligt preferens, och uttalas likaså som antingen punto eller virgula. Siffror efter decimalkomma listas helt enkelt.
Negativa tal uttrycks med min.

### Tusentals miljoner
Ordet "miljarder" kan betyda antingen tusen miljoner eller en miljon miljoner, beroende på kultur. Liknande problem påverkar "biljoner", "kvadrillioner" etc. För att undvika förvirring föredrar Elefen att stava sådana siffror uttryckligen.
Orden miljard, triljon, cuadrilion, etc finns i Elefen, men en talare som använder dem bör vara noga med att klargöra innebörden.
I vetenskapligt skrivande är det tydligaste alternativet att använda de internationella prefixen.

### Ordningstal
När ett tal föregår ett substantiv är det ett kardinaltal som indikerar en kvantitet.
Men när ett tal följer efter ett substantiv, är det ett ordningstal, som indikerar en position i en sekvens.
Prima är ett vanligt alternativ till ordinal un, men det kan inte användas för högre ordtal som råkar sluta på "1".
Numero kan användas som ett dummysubstantiv för att stödja ett ordningsnummer.

### Bråk
En användning av suffixet -i är att bilda ord för bråktal.
Bråk följer reglerna för vanliga substantiv.
Det finns också andra sätt att uttrycka bråk.
För vetenskapligt skrivande finns internationella prefix tillgängliga.

### Multipel
Suffixet -uple bildar ord för numeriska multipler.
Fraser med ves eller veser uttrycker hur många gånger något händer.
Ves uttrycker inte aritmetisk multiplikation.

### Aritmetisk
Tillägg uttryck med plu eller e.
Subtraktion uttrycks med min.
Multiplikation uttrycks med multiplida par, ofta förenklat till bara par.
Division uttrycks med divideda entre, ofta förenklat till bara entre.
Potenser uttrycks med en potia och ett ordningstal. Cuadrida och cubida är alternativ för "kvadrat" och "kubad".
Rötter uttrycks med en radis och ett ordningstal.

### Mått
Fysiska mätningar kan uttryckas på flera olika sätt.
En grundprincip är att man har höjd (ave altia) men är hög (es alta).
40 meter alta betyder ordagrant "40 höga meter" (dvs själva metrarna är höga), men i naturlig förlängning kommer det att betyda "40 meter i höjd".
Samma alternativ gäller för andra mätningar, såsom.

## Ordbildning
I Elefen kan nya ord bildas genom att lägga till prefix eller suffix till befintliga ord, eller genom att kombinera två befintliga ord som ett sammansatt substantiv.
Det är också möjligt att återanvända adjektiv som substantiv och verb som substantiv, utan att lägga till ett affix.

### Prefix
När ett prefix som slutar på en konsonant läggs till ett ord som börjar med samma konsonant, skrivs denna konsonant bara en gång (inter+rede → interede, non+nesesada → nonesesada).
Anti- betyder "anti-". Det bildar adjektiv och substantiv som indikerar opposition.
Auto- betyder "själv-" eller "auto-". Den bildar substantiv, verb och adjektiv som indikerar reflexiva eller automatiska handlingar.
Des- betyder "un-" eller "dis-" i betydelsen att ångra en handling. Det bildar verb. Det förenklar att före S, Z, X eller J.
Inter- betyder "inter-". Den bildar substantiv, verb och adjektiv som indikerar ömsesidiga handlingar eller tillstånd.
Media- betyder "mitt-". Det bildar substantiv som indikerar mittpunkten av något.
Non- betyder "o-", "icke-". Det bildar adjektiv och substantiv som indikerar motsatser.
Pos- betyder "post-". Den bildar substantiv, verb och adjektiv som hänvisar till en tid (eller plats) som ligger efter eller bakom (pos) en annan.
Pre- betyder "för-". Det bildar substantiv, verb och adjektiv som hänvisar till en tid (eller plats) som ligger före eller framför (ante) en annan.
Re- betyder "re-". Det bildar verb som indikerar en upprepad åtgärd, eller en åtgärd i motsatt riktning.
comensa – att börja / att starta → recomensa – att börja om / att starta om
Su- betyder "under-" eller "under-". Den bildar substantiv, verb och adjektiv som indikerar en lägre punkt i en hierarki.
Supra- betyder "super-" eller "över-". Den bildar substantiv, verb och adjektiv som indikerar en högre punkt i en hierarki. Det förenklar att över- före A.
computador – dator → supracomputador – superdator
Vis- betyder "vice-". Den bildar substantiv som indikerar suppleanter.
Bon- och mal- former bra och dåliga (eller felaktiga) versioner av adjektiv och verb, ibland metaforiskt. Mal- motsvarar ofta "mis-" på engelska.
Tal och bråk används som prefix på vissa ord. Med familjemedlemmar betecknar siffror allt mer avlägsna generationer, som sekvenser av "great-" på engelska.

### Suffix
Många suffix börjar med en vokal. När ett sådant suffix läggs till ett ord som redan slutar på en vokal, tas den befintliga vokalen bort, om det inte var den enda vokalen i det ursprungliga ordet.
Där ett suffix skulle skapa en ogiltig vokalsekvens, tas den andra vokalen i sekvensen bort.
Det finns två undantag från dessa regler.

### Suffix som bildar verb
Precis som andra verb kan de verb som produceras av detta suffix användas både transitivt och intransitivt, eller som substantiv.
-i läggs till substantiv och adjektiv för att bilda verb som betyder "att bli ...", "att förändras till ...". Som ett specialfall inkluderar detta även verb som betyder "att avge ett ämne eller en ny del".
-i gör också verb som betyder "att använda ..." (vanligtvis som ett verktyg eller anordning), eller "att tillämpa ..." (en substans eller en konvention).

### Suffix bildar adjektiv
Precis som andra adjektiv kan de adjektiv som produceras av dessa suffix återanvändas som substantiv som betecknar personer eller saker som har den angivna kvaliteten.
-in läggs till ett substantiv för att skapa ett adjektiv som betyder "liknande ...", "-liknande", "-ish".
-osa läggs till ett substantiv för att göra ett adjektiv som betyder "full av ..." eller "gjord av ...".
-al läggs till ett substantiv för att bilda ett allmänt adjektiv som betyder "angående ..." eller "att göra med ...".
fotografia – fotografi → fotografisk – fotografisk
-iste läggs till ett substantiv som betecknar en tro, såsom en religion eller en filosofi, för att göra ett allmänt adjektiv. Om substantivet slutar på -isme, så tar -iste dess plats. I vissa ord där roten är ett egennamn, behålls substantivets slutvokal om detta ger ett mer internationellt ord.
-an läggs till några substantiv som anger omfattningen av rum eller tid (platser och epoker) för att bilda allmänna adjektiv.
-an är också ett av de fem standardsuffixen för att bilda adjektiv som betecknar språk och folk. De andra fyra är -es, -ica, -i och -sce. För dessa adjektiv använder Elefen ord som låter så lika de inhemska namnen som möjligt: som ett resultat använder vissa namn ett eget suffix eller inget suffix alls, och roten ändras ibland också.
Men de som föredrar det kan helt enkelt lägga till -an till valfritt landsnamn.
-ica läggs till ett substantiv som betecknar ett medicinskt, psykologiskt eller liknande problem för att bilda ett adjektiv som beskriver en person som har problemet.
-nte läggs till ett verb för att skapa den aktiva participen, ett adjektiv som betyder "-ing", dvs "sådant att det gör (den angivna handlingen)". Den aktiva delen av es är esente.
Substantiv som slutar på -nte används inte som namn på åtgärder.
-da läggs till ett verb för att bilda det passiva participet, ett adjektiv som betyder "-ed", dvs. "sådant att det har eller har fått ... gjort åt det".
Man använder inte -da för att indikera förfluten tid av verb.
-able läggs till ett verb för att göra ett adjektiv som betyder "-kan", "kapabel att ha ... gjort åt det" eller "värdig att ha ... gjort åt det".

### Suffix som bildar substantiv
-or betyder "-er". När det läggs till ett verb, gör det ett substantiv som betyder en person som utför den angivna handlingen, ofta typiskt eller vanligt. När det läggs till ett substantiv, gör det ett substantiv som betyder en person som arbetar med den angivna saken, eller spelar den angivna sporten.
-ador betyder också "-er", men skapar substantiv som betyder ett verktyg eller en maskin som utför den angivna åtgärden, eller arbetar på den angivna saken.
-eria läggs till ett substantiv eller verb för att göra ett substantiv som betyder en plats, ofta en butik, associerad med den angivna handlingen eller sak.
-ia motsvarar "-ness" eller "-ity" eller "-ship" eller "-hood" på engelska. Det bildar abstrakta substantiv som fungerar som namn på egenskaper. När -ia läggs till ett ord som slutar på -ia, ändras inte ordet.
Ord som enfantia och sultania kan beteckna en tid eller plats där kvaliteten finns.
Namnen på många studieområden slutar också på ia (eller ica) men detta är en del av roten och inte ett suffix. Namnen på motsvarande utövare är bildade med -iste. -iste används också för att bilda namnen på troende i en religion eller filosofi (som härletts från adjektivets suffix -iste), namnen på musiker och namnen på vissa andra personer som slutar på "-ist-" internationellt.
-isme bildar namnen på trossystem, ersätter -iste i den troendes namn. Det förekommer också i vissa andra ord som slutar på "-ism-" internationellt.

### Mindre produktiva suffix
Följande suffix tillämpas endast på specifika ord, enligt definitionen i ordboken.
-eta läggs till vissa substantiv för att skapa ett namn för en version av något som har reducerats på ett speciellt sätt. Detta inkluderar namn på unga djur och inre plagg. -eta kan på liknande sätt läggas till några verb och adjektiv för att skapa ord för reducerade versioner av handlingar och egenskaper.
-on läggs till vissa substantiv för att skapa ett namn för en version av något som har utökats på ett speciellt sätt. Detta inkluderar namnen på ytterplagg.
-on läggs till vissa substantiv för att skapa ett namn för en version av något som har utökats på ett speciellt sätt. Detta inkluderar namnen på ytterplagg.
-o och -a läggs till några substantiv som betecknar familjemedlemmar, för att växla betydelsen mellan manlig respektive kvinnlig.
Namnen på vissa träd bildas genom att ändra den sista -a i namnet på frukten eller nöten till -o.
-esa läggs till några substantiv som betecknar historiska manliga sociala roller för att bilda den kvinnliga motsvarigheten.

### Tekniska fästen
Internationella vetenskapliga och medicinska termer bildas från latinska och grekiska källor med hjälp av ett stort antal tekniska prefix och suffix. Dessa affix används också i Elefen och följer Elefens regler för transkription.
När en preposition används som ett tekniskt prefix följer den samma regel som supra-: om den har två eller flera stavelser och slutar med en vokal, och resten av ordet börjar med samma vokal, förekommer denna vokal endast en gång ( contra+ataca → contrataca).
Suffixen -i och -uple används för att namnge bråk och multipler.

### Sammansatta substantiv
Ett sammansatt substantiv kan bildas genom att kombinera ett verb med dess objekt, i den ordningen. Resultatet betyder en person eller sak som utför den angivna åtgärden på det angivna objektet.
Om objektet börjar med en vokal, behålls detta om det inte är samma som den sista vokalen i verbet, som i portavion.
Elefen tillåter inte två på varandra följande substantiv att bilda en sammansättning. Istället måste en preposition placeras mellan de två substantiven. Till exempel.
I sällsynta fall har ett sådant uttryck en speciell icke-bokstavlig betydelse och behandlas som om det vore ett enda fast ord. Till exempel är ett leon-de-mar (sjölejon) inte ett lejon. I sådana fall sammanfogas orden med bindestreck, och eventuella adjektiv följer det andra substantivet. Bindestreck kan också användas för mer bokstavliga sammansättningar när detta förbättrar klarheten.

## Förkortningar
Ett antal förkortningar används i Elefen. De är inte skrivna med punkter (prickar).
Det finns flera förkortningar för vanliga ord eller fraser. Dessa är inte versaler, förutom i början av en mening.
Elefen behåller också några förkortningar från andra språk som är erkända internationellt, inklusive de standardiserade förkortningarna för metriska enheter.
De förkortade formerna av egennamn och titlar använder stora bokstäver. Men mindre ord som la och de – som inte är versaler i namnets fullständiga form – ingår inte i förkortningen. Sådana substantiv introduceras ofta av la, även när de förkortas.
Vissa egennamn är mest kända internationellt som oöversatta förkortningar, och dessa finns kvar i Elefen.

## Skiljetecken
I allmänhet överlåter Elefen valet av interpunktion till författaren, de enda normerna är klarhet och konsekvens. Det finns dock vissa grundläggande konventioner som är desamma som på de flesta europeiska språk.
Det första ordet i en mening ska börja med en stor bokstav.

### Primära skiljetecken
En vanlig mening slutar med punkt eller punkt (. ).
Om en mening är en direkt fråga, slutar den med ett frågetecken ( ? ).
Ett utropstecken ( ! ) kan användas i slutet av en mening som skulle ha en känslomässig intensitet om den läses upp.
Ett kommatecken ( , ) indikerar en naturlig paus i en mening, eller är ibland bara inkluderad för att tydligt skilja en del av en mening (som en sats) från en annan. Komma används också för att separera objekten i en lista.
När du skriver siffror kan decimalkomma skrivas som antingen komma eller punkt (punkt). Intilliggande grupper med tre siffror kan separeras med mellanslag.
Kolon ( : ) introducerar en mer detaljerad presentation av vad som föregår det. Använd en stor bokstav efter ett kolon om det som följer är en hel mening, men inte om det bara är en lista eller en del av en mening.
Semikolonet (
Placera inte ett mellanslag till vänster om ett primärt skiljetecken. Men placera ett mellanslag till höger, utom i slutet av ett stycke.

### Citattecken
Ett citattecken visas i början och slutet av ord som presenteras som ett direkt citat. Det finns olika former av citattecken i världen, inklusive ' " ‹…› «…».
I Elefen används normalt formen ”, eftersom den är tydlig, lätt att skriva och internationell. När ett citat förekommer inom ett annat, placeras ' runt det inre citatet – det finns ett exempel nedan. I bra typografi, som i böcker, används de böjda formerna "" och , men dessa är onödiga i vardaglig kommunikation. Placera inte mellanslag mellan citattecken och den citerade texten.
På vissa språk visas ett streck ( — ) mitt i dialogen när en ny person börjar tala, istället för citattecken. Vi rekommenderar att du undviker detta i Elefen, eftersom det är mindre tydligt och kan förväxlas med andra användningar av bindestreck.
När man citerar en karaktärs ord i en berättelse, åtföljs citatet ofta av en tagg som anger vem som talar och deras sätt. För sådana meningar i Elefen är det bäst att placera ett streck mellan denna tagg och varje del av citatet. På så sätt är det lätt att bevara den exakta interpunktionen i den ursprungliga meningen.
När du skriver om språk och citerar ett ord eller en fras för att nämna det, använd bara citattecken.

### Smärre skiljetecken
Ellipsen ( … ) antyder en paus, eller indikerar att vissa ord har utelämnats.
Bindestreck ( – eller — ) och parenteser ((...)) omger kommentarer som infogas i det normala flödet av en mening.
Apostrof ( ' ) indikerar att en vokal har utelämnats. Detta sker normalt endast i vers.
I Elefen skrivs valutasymboler (€, ¥, £, $, etc) före eller efter siffrorna i priserna, enligt sedvänjan i det aktuella landet.
Ytterligare skiljetecken finns, men deras användning har liten koppling till reglerna för Elefen.